# ننه خانم
ننه خانم بارفروش ملقب به مهد علیا (زادهٔ ساری) شصتمین همسر فتحعلی‌شاه قاجار بود که در پیش او مقام بالایی داشت به‌طوری که لقب مهد علیا را از او گرفت.
او دختر محمد خان مازندرانی پازواری و خواهر ملا عبدالله بود. او رابطه‌ای با زنان دربار نداشته و بیشتر با شوهرش وقت می‌گذراند. او چهار فرزند از فتحعلی شاه داشت، با این که مادر ولیعهد نبود، لقب مهد علیا را داشت. چرا که آسیه‌خانم دولو، مادر عباس میرزا، زود درگذشت و مهلت داشتن لقب را نداشت. پس از ننه خانم، گلین خانم همسر عباس میرزا این لقب را گرفت.

## فرزندان
1. کامران میرزا (۱۲۴۳-۱۲۶۳ قمری)
2. اورنگ‌زیب میرزا (۱۲۴۶-۱۲۸۴ قمری)
3. خرم‌بهار خانم - همسر میرزا فتحعلی‌خان
4. بزم‌آرا خانم - همسر حسنعلی‌خان شاهسون[۳]